# Gilis
Gilis o Gi·lis o Gilos (en llatí Gylis o Gyllis o Gylus, en grec antic Γῦλις, Γύλλις, Γύλος) fou un polemarc espartà que va lluitar sota Agesilau a la batalla de Coronea l'any 394 aC contra la confederació dels estats grecs.
Agesilau, que havia estat ferit i per veure si l'enemic volia tornar a la lluita, li va ordenar l'endemà de la batalla de preparar l'exèrcit en ordre de combat amb corones de victòria als seus caps i que aixequés un trofeu am música marcial, però els tebans van reconèixer la seva derrota i van demanar la retirada en pau emportant-se els morts.
Després Agesilau va anar a Delfos per dedicar al déu la dècima part del botí guanyat a Àsia, i va encarregar a Gilis la invasió del territori de Lòcrida Opúncia ja que els seus habitants van ser els causants de la guerra. Els espartans van fer molt de botí però quan tornaven una nit al seu campament van caure en una emboscada dels locris i molts van morir. Entre ells hi havia el mateix Gilis. En parlen Xenofont, Plutarc i Pausànies.